# Solo calcário
O solo calcário é um tipo de solo que contém muito cálcio ou cal, um material muito usado na construção de casas. São solos calcários os que apresentarem mais de 30% de calcário.